# 1939 en architecture
| Années de l'architecture : 1936 - 1937 - 1938 - 1939 - 1940 - 1941 - 1942    |
| Décennies de l'architecture : 1900 - 1910 - 1920 - 1930 - 1940 - 1950 - 1960 |

Cet article présente les faits marquants de l'année 1939 en architecture.

## Réalisations
- Maison sur la cascade (ou Kaufmann House) de Frank Lloyd Wright.
- First Baptist Church, temple protestant à Flagstaff en Arizona.

## Récompenses
- Royal Gold Medal : Percy Thomas.
- Grand Prix de Rome : Bernard Zehrfuss.

## Naissances
- 9 octobre : Nicholas Grimshaw.
- 5 décembre : Ricardo Bofill.
- 21 juin : Charles Jencks.

## Décès
- 26 septembre : Kirtland Cutter (° 1860).